# Châtenay-sur-Seine
Châtenay-sur-Seine ist eine französische Gemeinde im Département Seine-et-Marne in der Region Île-de-France. Sie gehört zum Kanton Provins (bis 2015 Kanton Donnemarie-Dontilly) im gleichnamigen Arrondissement.
Die Bewohner nennen sich Châtenaysiens.

## Geographie
Châtenay liegt an der Vieille Seine, die von zahlreichen mit Wasser gefüllten ehemaligen Kiesgruben flankiert wird. Südlich davon fließt die Seine, die Châtenay-sur-Seine im Süden passiert, ohne die Gemeindegrenze zu bilden. Die Nachbargemeinden der zwölf Kilometer nordöstlich von Montereau-Fault-Yonne gelegenen Ortschaft sind Montigny-Lencoup im Nordwesten, Égligny im Nordosten und im Osten, Balloy und Gravon im Südosten, La Tombe im Süden und Courcelles-en-Bassée im Westen.

## Geschichte
Das neolithische Lager "Camp Maran", der Cerny-Kultur befindet sich im Ort.

## Sehenswürdigkeiten

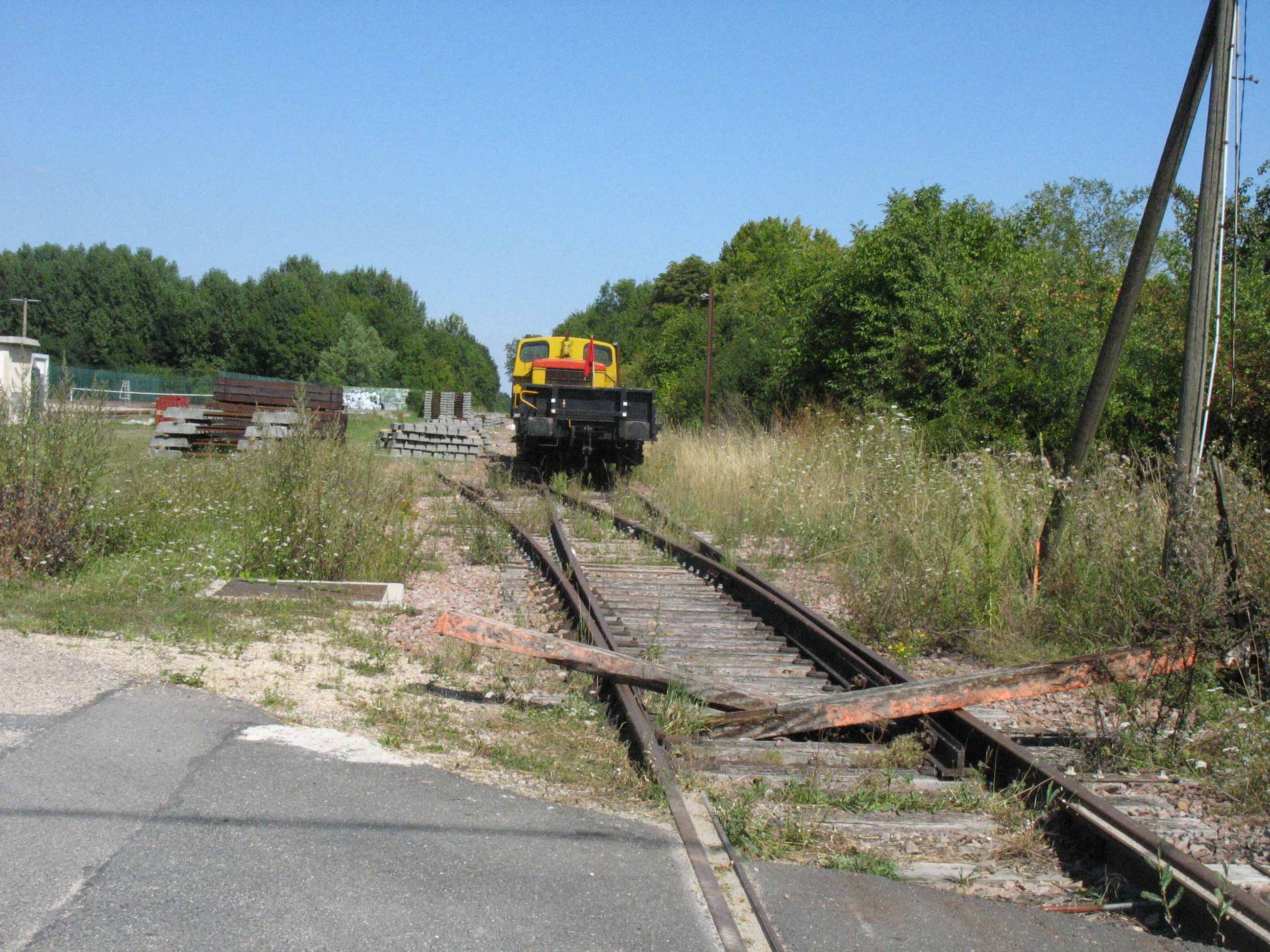
Die nicht mehr in Betrieb befindliche Eisenbahnlinie von Gouaix nach Montereau-Fault-Yonne in Châtenay-sur-Seine. Im Hintergrund steht eine Rangierdiesellokomotive mit dazugehörendem offenem Güterwagen.

### Bevölkerungsentwicklung
| Jahr      | 1962 | 1968 | 1975 | 1982 | 1990 | 1999 | 2008 | 2013 |
| --------- | ---- | ---- | ---- | ---- | ---- | ---- | ---- | ---- |
| Einwohner | 517  | 526  | 506  | 711  | 838  | 950  | 892  | 968  |